# Zemplín (okres Trebišov)
Zemplín (maďarsky Zemplén, německy Semplin, ukrajinsky Zemno, latinsky Zemplinium) je obec na Slovensku v Košickém kraji v okrese Trebišov.
Obec má rozlohu 14,67 km² a leží v nadmořské výšce 106 m. Na území obce je chráněné ptačí území Medzibodrožie. K 31. 12. 2011 v obci žilo 381 obyvatel, což představuje hustotu osídlení 25,97 obyv./km². 

## Historie
Tato obec a její hrad dali jméno regionu Zemplín a Zemplínské župě (nikoliv naopak) a v dávných dobách byla obec (tehdy hradiště) jejím správním centrem. První písemná zmínka o obci je z roku 1261. Obec byla součástí Uherska, po uzavření Trianonské smlouvy se stala součástí Československa. V letech 1938 až 1945 (v důsledku první vídeňské arbitráže) byla obec připojena k Maďarsku. V letech 1945 až 1992 byla obec opět součástí Československa.

## Památky
- Zemplínský hrad
- Reformovaný kostel, jednolodní původně románská stavba s polygonálním závěrem a mírně představenou věží, z konce 12. století. Původní kostel byl součástí hradiště, později hradu Zemplín.[6]
- Řeckokatolický chrám Nanebevstoupení Páně, jednolodní klasicistní stavba s půlkruhovým ukončením presbytáře a mírně představenou věží z roku 1804. Obnovou prošel v letech 1936-1937. Interiér je zaklenut pruskými klenbami. Nachází se zde ikonostas ze začátku 19. století se čtyřmi obrazy od Š. Hegedüse. Boční oltář Nanebevstoupení Páně je barokní ze začátku 18. století. Kazatelna je klasicistní z doby vzniku kostela.[7]